# スオサン
スオサン(suosan)は、β-アラニンから誘導されたカロリーフリーの甘味料である。
β-4-ニトロアニリドアスパラギン酸のナトリウム塩で、スクロース（蔗糖）の700倍の甘さがあり、後味は苦い。
しかしスオサンは水溶性が低く、特に酸性化では清涼飲料への使用が制限されたうえ、有害な4-ニトロアニリンへ変化する懸念があったため、食品添加物としては実用化されなかった。